# Macrotarsomys bastardi
Macrotarsomys bastardi is een zoogdier uit de familie van de Nesomyidae. De wetenschappelijke naam van de soort werd voor het eerst geldig gepubliceerd door Milne-Edwards & G. Grandidier in 1898.